# Wenten Rubuntja
 (mai 2025).
La mise en forme du texte ne suit pas les recommandations de Wikipédia : il faut le « wikifier ».
Les points d'amélioration suivants sont les cas les plus fréquents. Le détail des points à revoir est peut-être précisé sur la page de discussion.
- Les titres sont pré-formatés par le logiciel. Ils ne sont ni en capitales, ni en gras.
- Le texte ne doit pas être écrit en capitales (les noms de famille non plus), ni en gras, ni en italique, ni en « petit »…
- Le gras n'est utilisé que pour surligner le titre de l'article dans l'introduction, une seule fois.
- L'italique est rarement utilisé : mots en langue étrangère, titres d'œuvres, noms de bateaux, etc.
- Les citations ne sont pas en italique mais en corps de texte normal. Elles sont entourées par des guillemets français : « et ».
- Les listes à puces sont à éviter, des paragraphes rédigés étant largement préférés. Les tableaux sont à réserver à la présentation de données structurées (résultats, etc.).
- Les appels de note de bas de page (petits chiffres en exposant, introduits par l'outil «  Source ») sont à placer entre la fin de phrase et le point final[comme ça].
- Les liens internes (vers d'autres articles de Wikipédia) sont à choisir avec parcimonie. Créez des liens vers des articles approfondissant le sujet. Les termes génériques sans rapport avec le sujet sont à éviter, ainsi que les répétitions de liens vers un même terme.
- Les liens externes sont à placer uniquement dans une section « Liens externes », à la fin de l'article. Ces liens sont à choisir avec parcimonie suivant les règles définies. Si un lien sert de source à l'article, son insertion dans le texte est à faire par les notes de bas de page.
- La présentation des références doit suivre les conventions bibliographiques. Il est recommandé d'utiliser les modèles {{Ouvrage}}, {{Chapitre}}, {{Article}}, {{Lien web}} et/ou {{Bibliographie}}. Le mode d'édition visuel peut mettre en forme automatiquement les références.
- Insérer une infobox (cadre d'informations à droite) n'est pas obligatoire pour parachever la mise en page.

Pour une aide détaillée, merci de consulter Aide:Wikification.
Si vous pensez que ces points ont été résolus, vous pouvez retirer ce bandeau et améliorer la mise en forme d'un autre article.
Wenten Rubuntja Pengarte AM (c. 1926 – juillet 2005) est un artiste aborigène australien et Arrernte.
Ses premières aquarelles sont typiques de l'école d'art d'Hermannsburg, tandis que ses œuvres ultérieures incluent la peinture par points.
Il est également un militant des droits des aborigènes et a travaillé avec le Central Land Council, à Alice Springs (Mparntwe) pendant plusieurs années ainsi qu'avec un certain nombre d'autres organisations aborigènes. 

## Biographie

### Début de vie
Wenten Rubuntja a déclaré qu'il est né entre 1923 et 1928 (donc estimé à 1926), à Burt Creek (Mpweringke), une petite station éloignée, au nord d'Alice Springs et il a le nom de peau Pengarte. Il est le fils du chevrier Bob Rubuntja et a un frère, Ambrose et une sœur, Ruby. Son père a aidé le maître de poste et anthropologue Frank Gillen, qui a écrit des comptes rendus détaillés de la culture Arrernte. L'aquarelliste Albert Namatjira est le cousin de son père.

### Pratique artistique

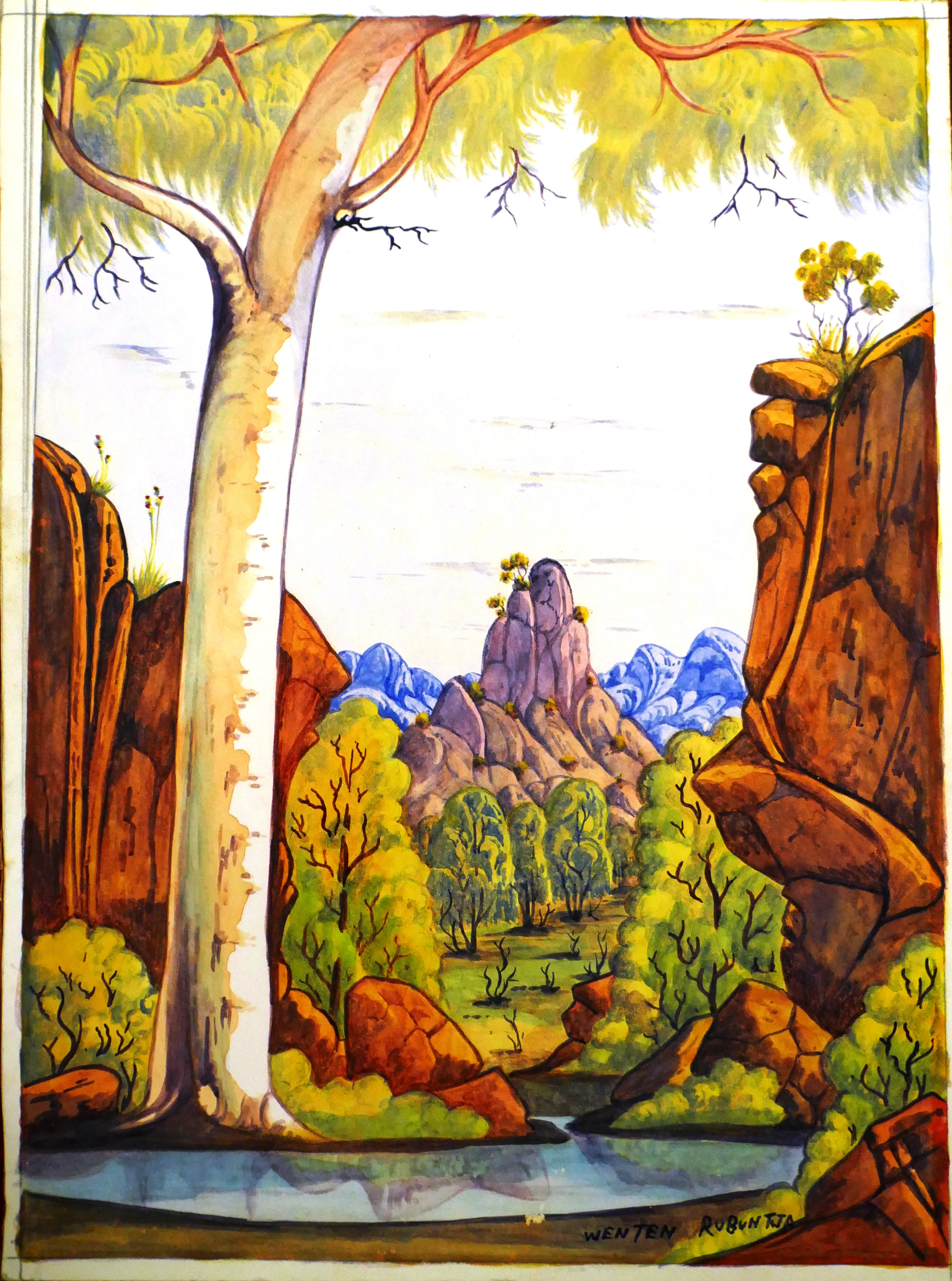
Le Rêve du serpent noir (1978).

Wenten Rabuntja travaillait dans un camp appelé Yarrenyty Arltere, sur le côté ouest des monts MacDonnell.. Il a peint dans deux styles principaux : celui de l'école d'Hermannsburg (Namatjira) et, plus tard, la peinture par points, après que Papunya Tula ait développé le style dans les années 1970. Il croyait que les deux styles exprimaient son lien avec le pays et sa spiritualité : 

« Peu importe le genre de peinture que nous faisons dans ce pays ; elle appartient toujours au peuple, à tout le peuple. C'est du culte, du travail, de la culture. Tout est rêve. »

 
Il a peint des symboles traditionnels, tels que des boomerangs, des lances, des lézards et des serpents, et un thème récurrent dans ses peintures est de trouver son chemin. Au cours des années 1970, à mesure que les artistes plus âgés disparaissaient, l'école d'Hermannsburg (en) déclinait, mais Rubuntja continua à peindre dans ce style jusqu'aux années 1990.
Sa première aquarelle connue a été peinte entre 1956 et 1960 et se trouve au Flinders University Art Museum à Adélaïde.
Pour le bicentenaire australien en 1988, l'Araluen Arts Centre (en) d'Alice Springs et l'Australian Bicentennial Authority ont commandé un vitrail à Rubuntja pour la galerie.

### Décès
Wenten Rubuntja meurt en juillet 2005.

## Héritage
Le Conseil de Tangentyere, qu'il a cofondé, lui a rendu hommage, affirmant qu'il avait joué un rôle clé dans l'obtention de droits fonciers pour les résidents des camps de la ville d'Alice Springs et qu'il avait « donné l'exemple d'un leadership qui a été une source d'inspiration pour la prochaine génération de dirigeants aborigènes ».

### Collections
Wenten Rabuntja a déclaré que la reine Élisabeth II et plusieurs premiers ministres possédaient ses tableaux. Le pape Jean-Paul II a visité Alice Springs en 1986 et a reçu l'un de ses tableaux.
Ses œuvres sont conservées dans plusieurs collections, notamment : 
- Musée et galerie d'art du Territoire du Nord[5]
- Galerie nationale d'Australie[5]
- Musée national d'Australie[8]
- Robert Holmes, une collection de la Cour[9]
- Collection Araluen (en) à Alice Springs[9]